# Palacio do Grilo
Der Palácio do Grilo, auch bekannt als Palácio dos Duque de Lafões (deutsch: Palast der Herzöge von Lafões), ist ein Palast in Lissabon, Portugal. Er befindet sich an der Ecke Rua do Grilo / Calçada dos Duques de Lafões, in der Gemeinde Beato im Herzen der Stadt und steht seit 2011 als Monumento de Interesse Público (MIP) unter Denkmalschutz.
Der Palast stellt einen architektonischen Komplex des 18. Jahrhunderts dar, der überwiegend im Klassizismus gehalten ist und von Barock-Motiven durchbrochen wird. Der Bau des Gebäudes steht in enger Verbindung mit einigen historischen Zufälligkeiten, die den umfangreichen Errichtungsprozess des Palastes begleiteten.

## Geschichte

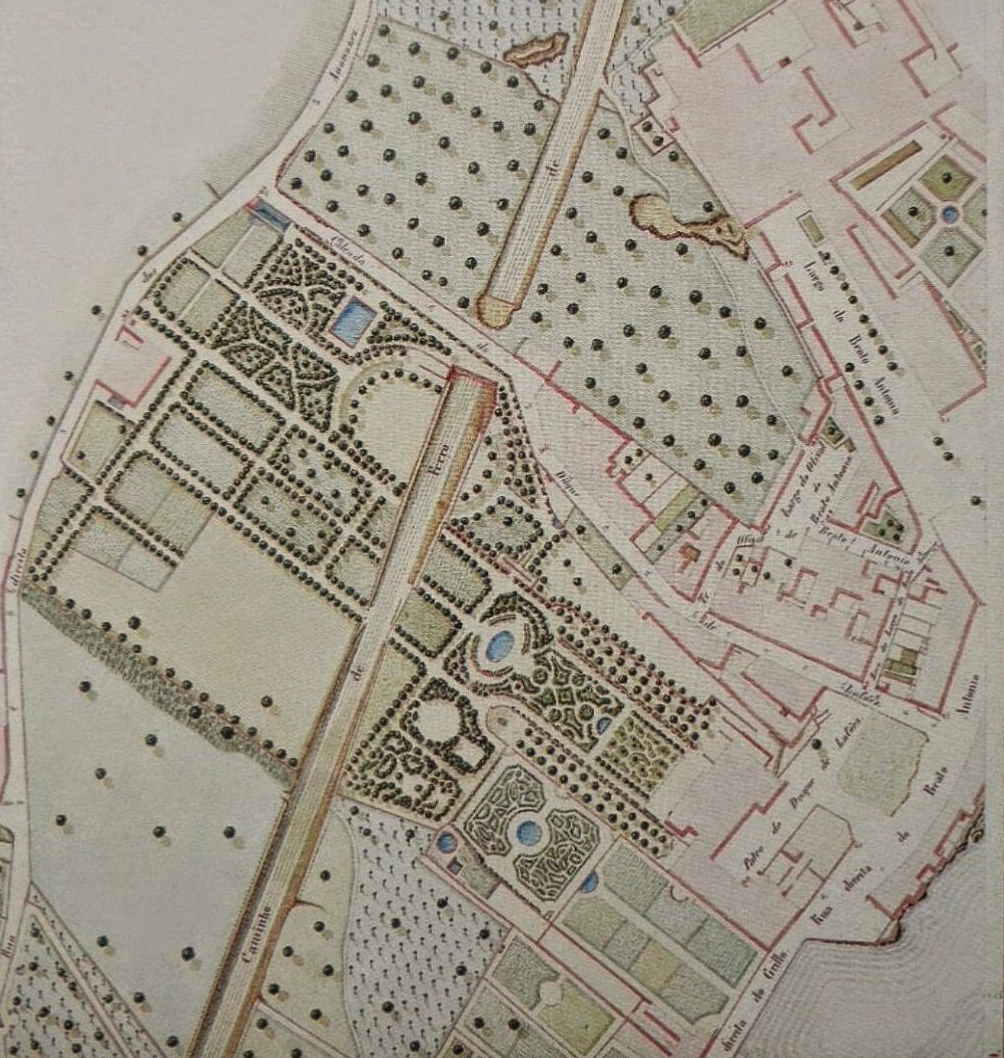
Atlas der topographischen Karte von Lissabon, Filipe Folque 1856–1858

Der Grilo-Palast steht auf einer Fläche, auf der vorher bereits ein palastartiges Gebäude stand, das früher D. António de Mascarenhas gehörte. Dieses Vorgängergebäude war das Haupthaus eines sehr großen Landgutes, das sich den Hang hinaufzog, der heute die Bebauung der Straße Calçada dos Duques de Lafões bildet.
Bauherr war Pedro Henrique de Bragança (1718–1761) aus dem Haus Braganza. Dieser war Enkel des Königs Peter II. und trug den neu geschaffenen Titel des 1. Herzogs von Lafões. Nach dem schweren Erdbeben von Lissabon 1755 am 1. November 1755 war Bragança im Neuaufbau der Stadt sehr engagiert und beauftragte den Bau des Grilo-Palastes. Aufgrund seines Todes im Jahre 1761 wurde das Bauvorhaben durch den jüngeren Bruder des Herzogs, D. João Carlos de Bragança, Herzog de Lafões weitergeführt.
D. Pedro Henrique de Bragança wird zugeschrieben, dass er sich geweigert hatte, seine Residenz 1760 anlässlich der Hochzeit zwischen dem D. Pedro III von Portugal und der ältesten Tochter des Königs und zukünftigen Königin, D. Maria I von Portugal, Prinzessin von Brasilien, zu illuminieren. Diese Episode hat den Palast berühmt gemacht. Der Herzog D. Pedro Henrique de Bragança war einer der beiden einzigen Anwärter auf die Hand der Prinzessin und somit auch auf den portugiesischen Thron als Gemahlin des Königs.

## Architektur

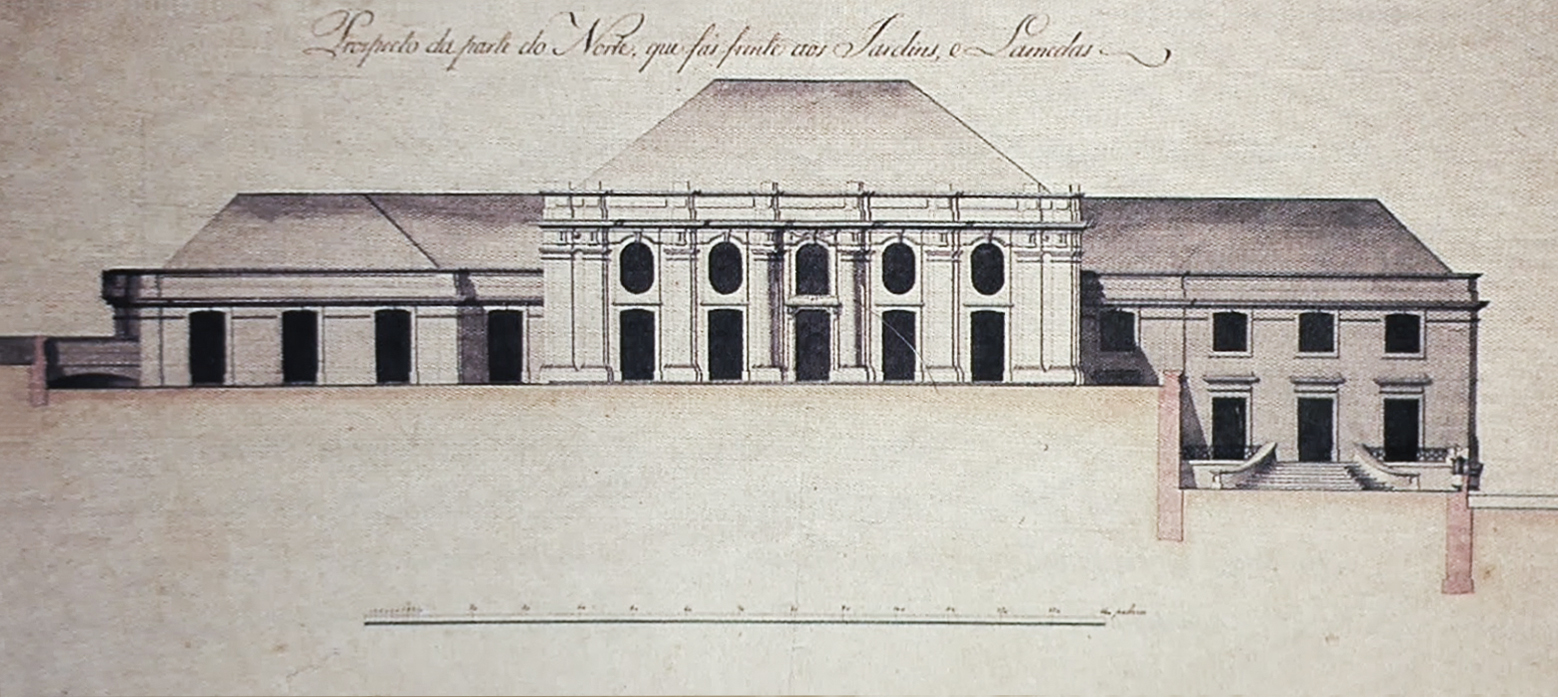
Plan des Projekts von Eugénio dos Santos – Palacio do Grilo

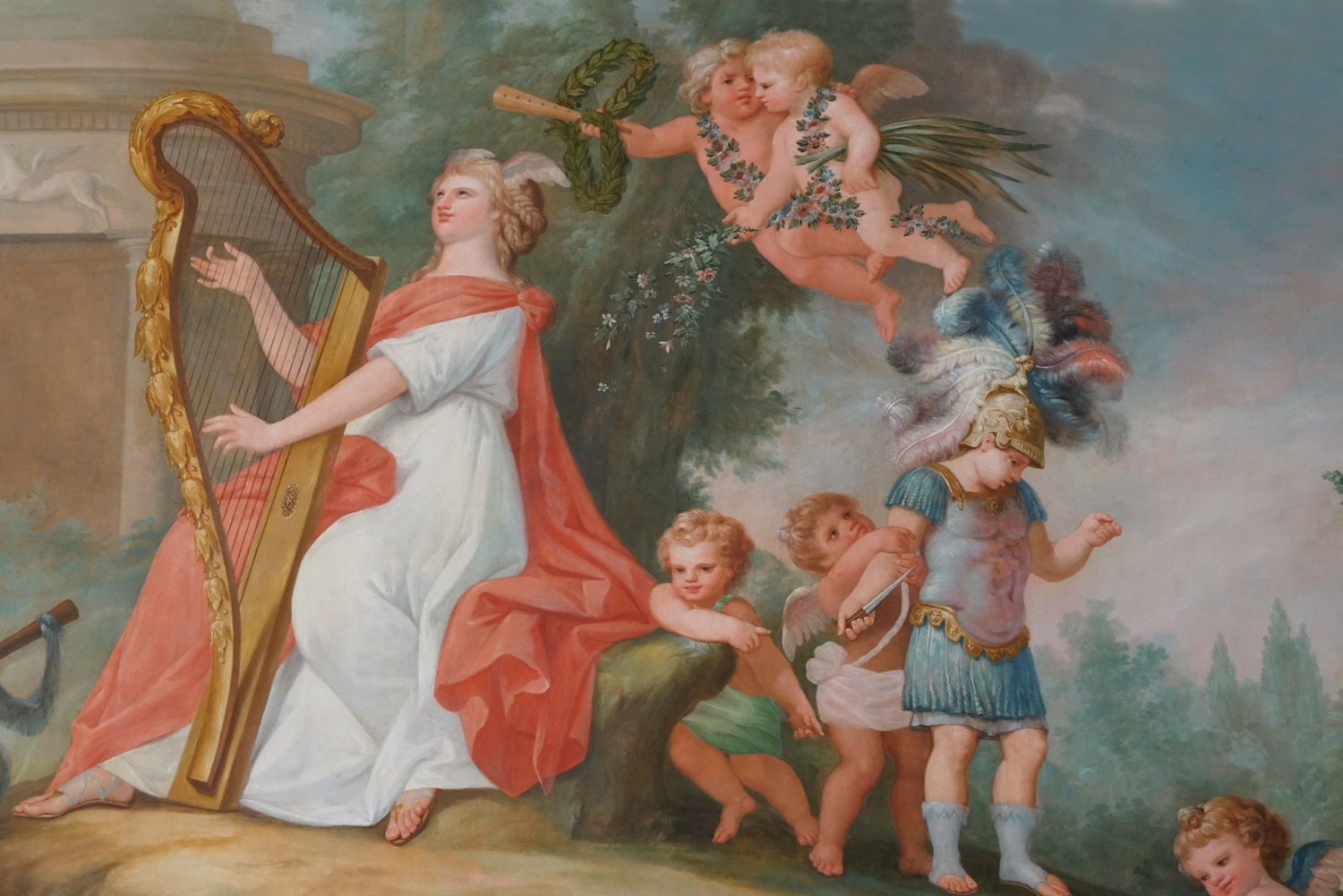
Wandgemälde des Akademieraums von Cyrillo Volkmar Machado

Die Baustrukturen, die den aktuellen architektonischen Komplex des Grilo-Palastes zeigen, sind das Ergebnis der im Laufe der Jahre durchgeführten Umbauten. Die ursprüngliche Architektur wird dem Architekten Eugénio dos Santos (1711–1760) zugeschrieben.
Das Innere ist prächtig ausgeschmückt. Zu nennen sind Wandmalereien von Cirilo Volkmar Machado und Ölgemälde aus dem achtzehnten und neunzehnten Jahrhundert.
Das Bauwerk wurde in L-Form angeordnet, wobei der Hauptteil des Gebäudes in Nord-Süd-Richtung ausgerichtet war und somit senkrecht zum Tejo-Fluss stand, während der kleinere Teil des Bauwerks wiederum zum Fluss und zur öffentlichen Allee hin ausgerichtet war. Der Innenhof befand sich auf der oberen Ebene der Straße und konnte über eine Rampe erreicht werden, die unter dem kürzeren Teil des L-förmigen Bauwerks verläuft.
Der Hauptteil des Palastes, der größere Körper der L-förmigen Anlage, ist bis heute für den bereits bestehenden Komplex, der durch den westlichen Flügel gebildet wird, erkennbar. Auch der Innenhof auf der oberen Ebene mit ziemlich ungefähren Abmessungen wurde bei der Rekonstruktion beibehalten, wobei nur geringe Korrekturen notwendig waren, um die Symmetrie zu erhalten.
Im Erdgeschoss wurde, von der Fassade ausgehend, ein großer Salon geplant, von dem aus eine vereinfachte Treppe zu einem großen offenen Ballsaal führen würde, der denselben Innenhof überragt. An der Ostseite wurde ein weiterer Hauptabschnitt vorgeschlagen, der symmetrisch zum bereits bestehenden angeordnet ist.

## Aktueller Status
Im Jahr 2011 erlangte es den Status eines Denkmals von öffentlichem Interesse (DOI). Im Jahr 2022 wurde das Palais vom Architekten Julien Labrousse umstrukturiert und im Jahr 2023 wurde das Projekt mit dem Versailles-Preis ausgezeichnet – dem UNESCO-Weltarchitektur- und Designpreis.

## Gebäude
Glasierten Kacheln des späten 18. Jahrhunderts in Blau und Weiß beschichtet sind, die den mythologischen und galanten Stil repräsentieren; im oberen Bereich drei Türen mit Cockingtüchern aus karminrotem Samt mit Wappen, Kachelpaneelen aus dem 19. Jahrhundert, die mit heraldischen Wappen der Häuser Lafões, Cadaval und Marialva verziert sind;
- Speisesaal:  primitiver Terrakotta-Fußboden; Fliesensockel aus dem 17. Jahrhundert;Porträts von Familienpersönlichkeiten und 1 Darstellung von Isabel de Farnese;
- Salon:  Wände eingelassenen kannelierten Pilastern des dorischen Ordens; die Wandöffnungen sind mit Seide ausgekleidet; ein großes Gefäß aus italienischem Marmor, auf einer Nische oben; Porträts von D. Pedro II. und D. João V.
- Atrium:  Öffnung am Ende des Innenhofs, mit der (restaurierten) glatten Gipsdecke in glatten Ovalen; die obere Verzierung der Wände, mit aufgehängten Girlanden, Quadern aus polychromen Fliesen, in der Art der Estrela-Basilika; Terrakotta-Fußboden;
- Oculus-Saal:  zugänglich durch das zentrale Tor, quadratischer Grundriss (ursprünglich rechteckig) mit 10 Türen.
- Kapelle:Triumphbogen aus Stein, der den Raum in zwei Hälften teilt; 4 Türen aus vergoldetem Holz im Erdgeschoss
- Herzogssaal:  an der Decke befinden sich ornamentale Malereien von großen Festen, Blumengirlanden und über den kommunizierenden Türen Puttengiebel.
- Saal der Akademia: Holzpflaster mit Stuckdecke und Wänden, die mit polychromatischen Malereien aus dem späten 18.
- Chinesischer Saal:  5 Schächte und Wände aus Gips mit Malereien im neoklassizistischen Stil, die Camafeus, weibliche Figuren in Umzäunungen, Blumengirlanden und große Feste mit Vögeln und verschiedenen Gegenständen darstellen.
- Venussaal:  6 Schächte mit blumig bemalten Motiven, Gipswände mit zarten Ornamenten bemalt, Decke mit großem Zentraloval und Malerei, die von einem Zaun mit der Darstellung von Venus, die aus dem Wasser auftaucht, gestützt von 2 Molchen, umrahmt wird.
- Arena:  quadratischer Grundriss, an der Ostseite des Oculus-Saals gelegen, an der Nordfassade eine Tür mit gewölbtem Mauerwerk.

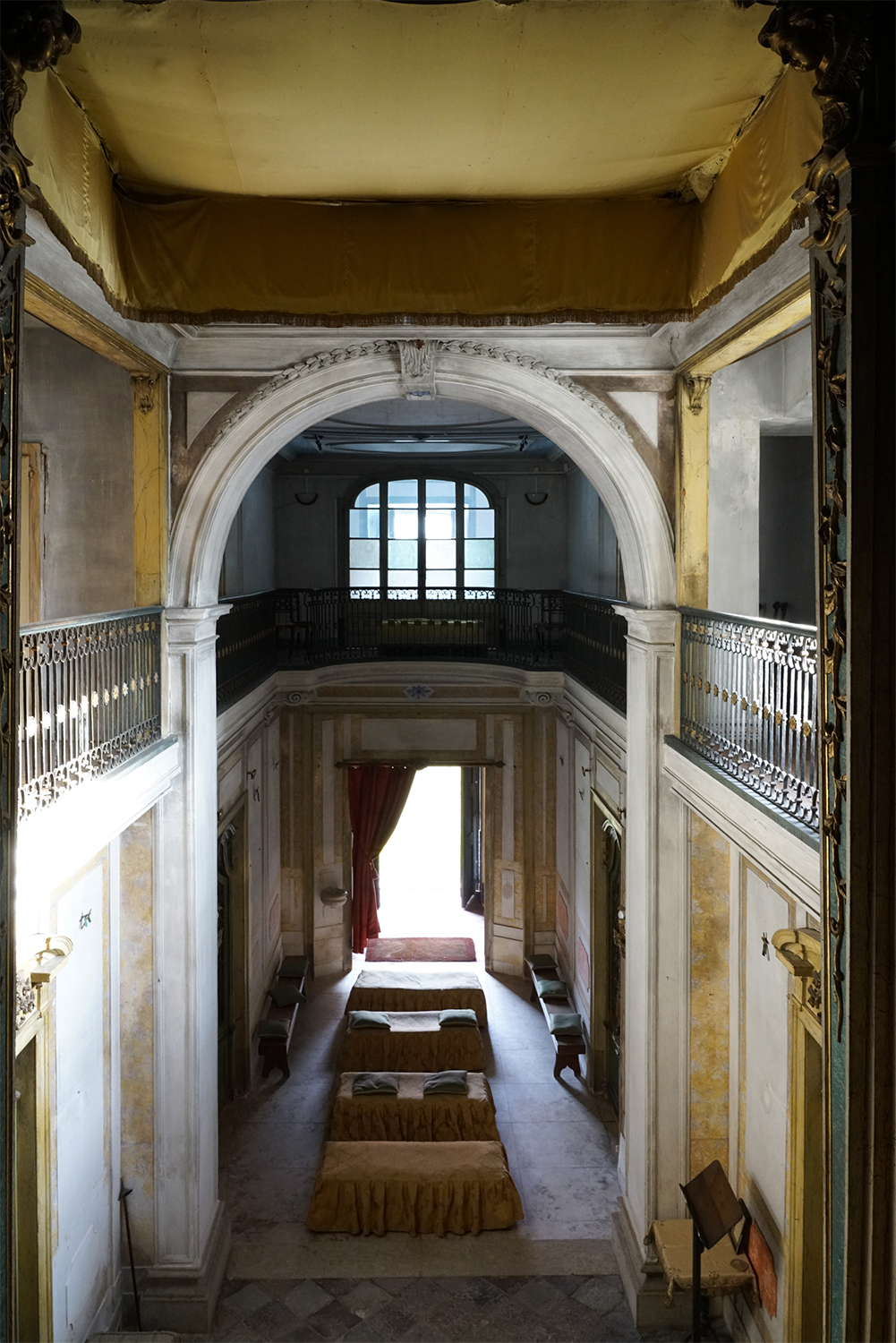
Kapelle
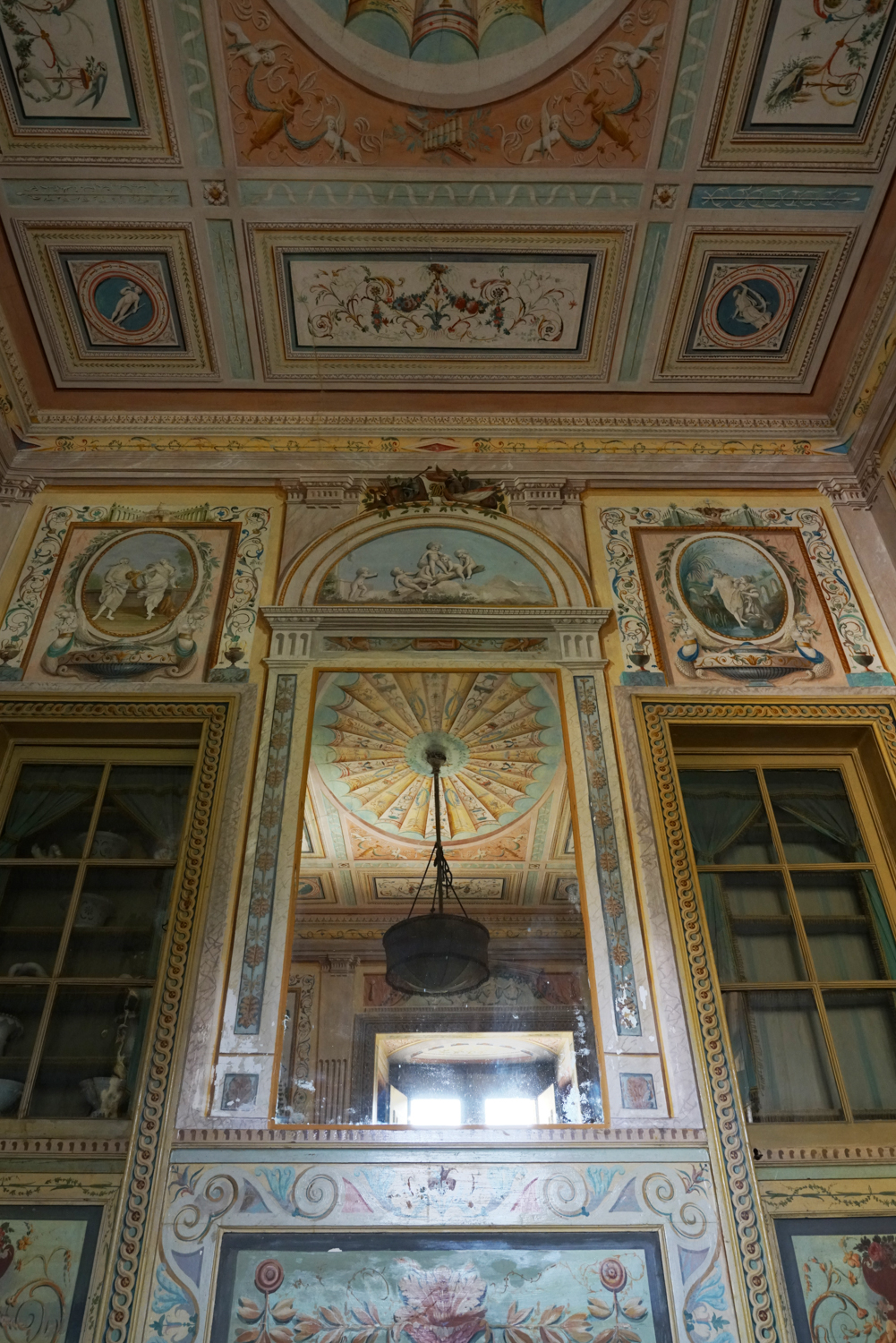
Chinesischer Saal
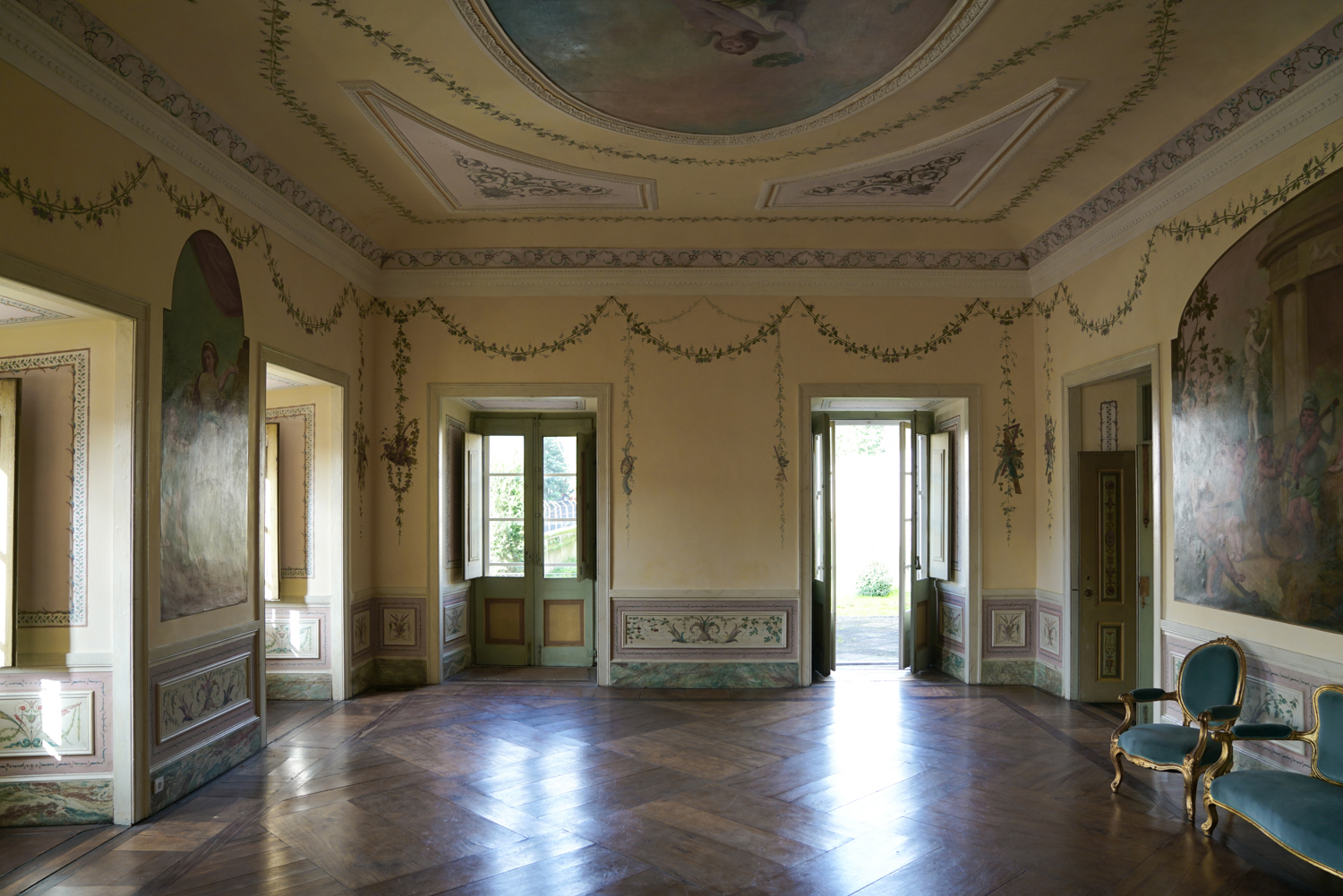
Saal der Akademia
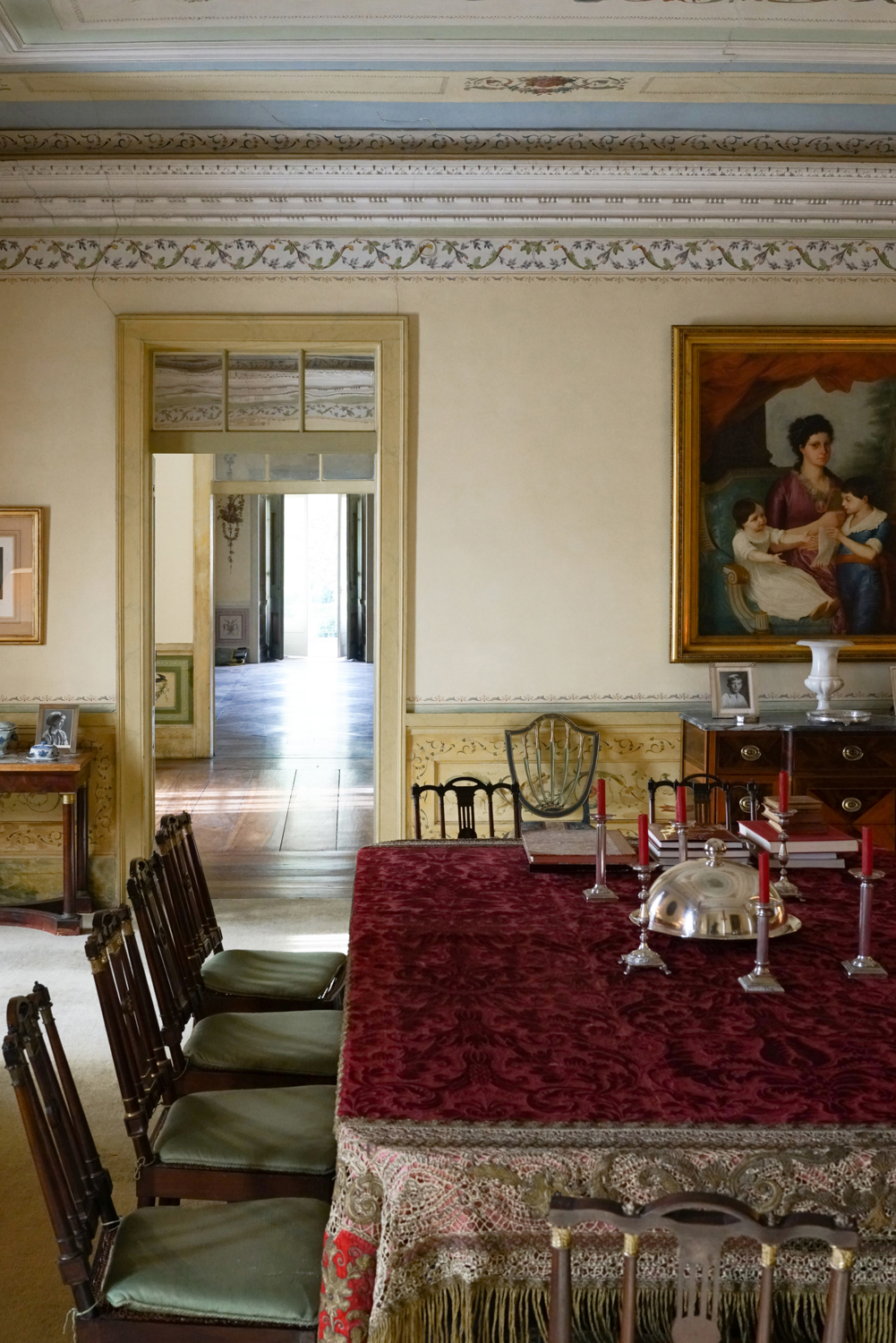
Venussaal
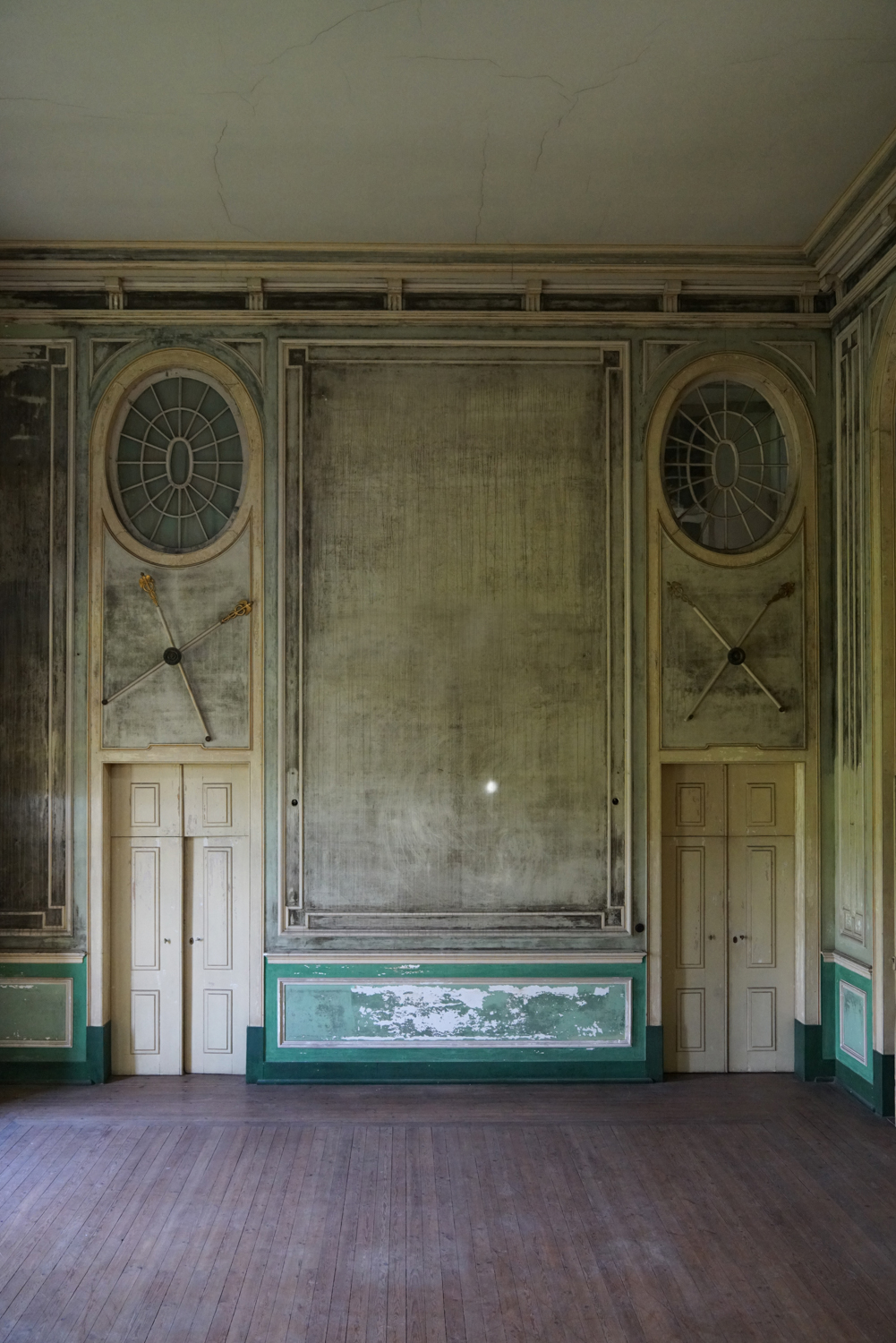
Oculus-Saal
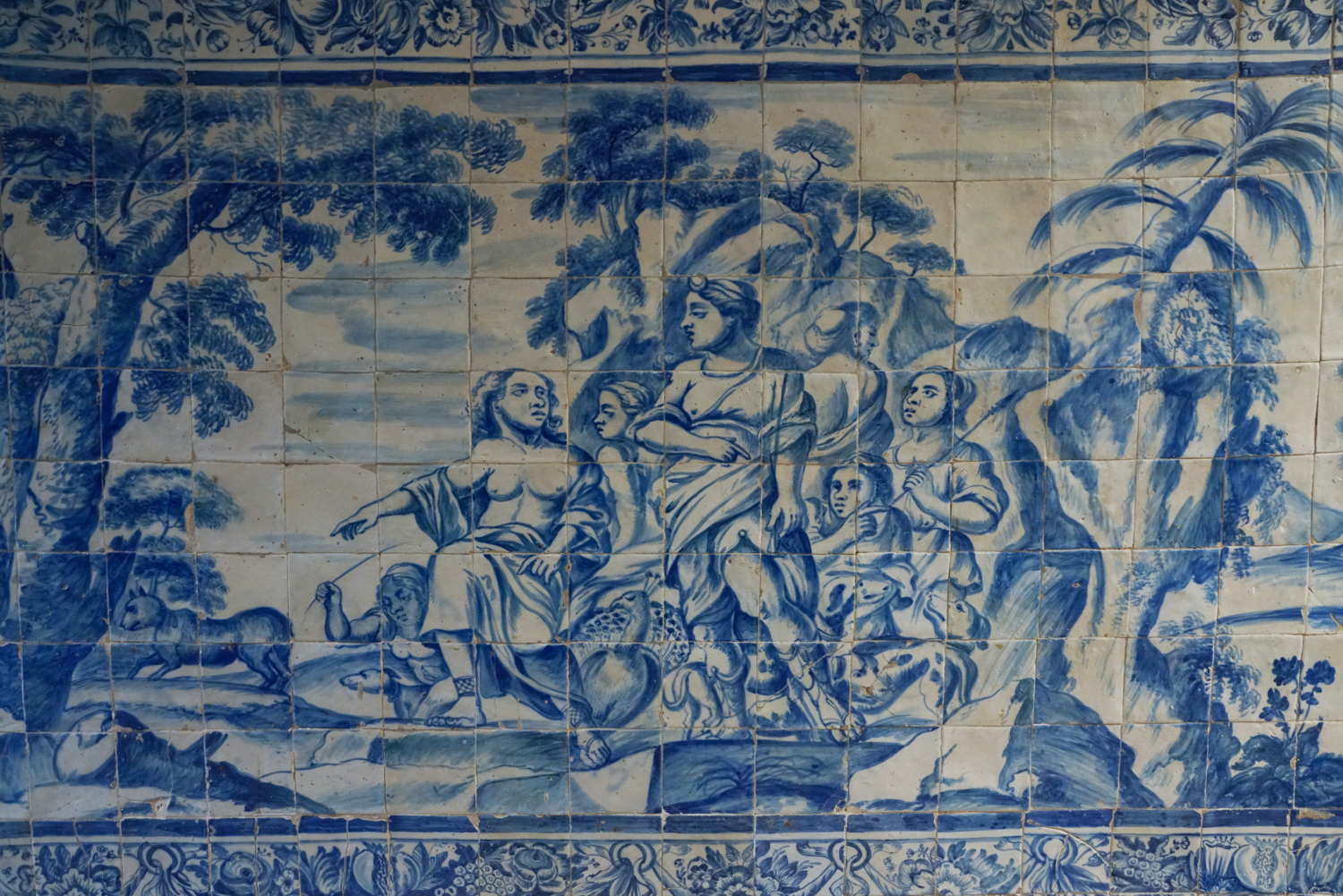
Fliese in der Arena

## Belege
1. ↑  Sítio da Câmara Municipal de Lisboa: equipamento. In: www.cm-lisboa.pt. Abgerufen am 13. Dezember 2019.
2. ↑  Palácio dos Duques de Lafões, também denominado Palácio do Grilo. In: patrimoniocultural.gov. Abgerufen am 28. März 2021.
3. ↑  POSTED TO PORTUGAL – News: Visit to Palácio do Grilo, residence of the Duques de Lafões – 24/05/2016. In: portugal.postedto.com. Archiviert vom Original (nicht mehr online verfügbar) am 13. Dezember 2019; abgerufen am 13. Dezember 2019.  Info: Der Archivlink wurde automatisch eingesetzt und noch nicht geprüft. Bitte prüfe Original- und Archivlink gemäß Anleitung und entferne dann diesen Hinweis.
4. ↑  Mais Sobre: Palacio Do Grilo – Correio da Manhã. In: www.cmjornal.pt. Abgerufen am 13. Dezember 2019 (portugiesisch).
5. ↑  Jll im palacio do grilo lafões done change. In: Issuu. Ehemals im Original (nicht mehr online verfügbar); abgerufen am 13. Dezember 2019 (englisch). (Seite nicht mehr abrufbar. Suche in Webarchiven)
6. ↑  Monumentos. In: www.monumentos.gov.pt. Abgerufen am 20. Dezember 2019 (englisch).
7. ↑  Monumentos. In: www.monumentos.gov.pt. Abgerufen am 20. Dezember 2019 (englisch).
8. ↑  Palácio dos Duques de Lafões / Palácio do Grilo. In: lifecooler.com. Abgerufen am 13. Dezember 2019 (portugiesisch).
9. ↑  Monumentos. In: www.monumentos.gov.pt. Abgerufen am 20. Dezember 2019 (englisch).
10. ↑  Condé Nast: Un ancien palais d'aristocrates transformé en restaurant à Lisbonne. In: AD Magazine. 8. November 2022, abgerufen am 23. Dezember 2023 (französisch).
11. ↑  Ravail Khan: Julien Labrousse inserts eccentric theater restaurant inside neoclassical portuguese palace. In: designboom | architecture & design magazine. 13. Juli 2022, abgerufen am 23. Dezember 2023 (englisch).
12. ↑  Palacio do Grilo Living Theatre Installation / Policrónica. In: ArchDaily. 17. Juli 2022, abgerufen am 23. Dezember 2023 (amerikanisches Englisch).
13. ↑  Prix Versailles | Édition 2023. In: prix-versailles. Abgerufen am 23. Dezember 2023 (französisch).
14. ↑  Policrinica. In: policronica.com. Abgerufen am 23. Dezember 2023 (amerikanisches Englisch).
15. ↑  Prix Versailles | 2023 Edition. In: prix-versailles. Abgerufen am 23. Dezember 2023 (englisch).